# La Punta
La Punta est une ville du département de La Capital, dans la province de San Luis en Argentine.